# Колерак Сен Сир
Колерак Сен Сир (фр. Colayrac-Saint-Cirq) насеље је и општина у југозападној Француској у региону Аквитанија, у департману Лот и Гарона која припада префектури Ажан.
По подацима из 2011. године у општини је живело 2857 становника, а густина насељености је износила 133,75 становника/km². Општина се простире на површини од 21,36 km². Налази се на средњој надморској висини од 150 метара (максималној 187 m, а минималној 32 m).

## Демографија
| 1962. | 1968. | 1975. | 1982. | 1990. | 1999. | 2011. |
| ----- | ----- | ----- | ----- | ----- | ----- | ----- |
| 1.873 | 2.329 | 2.551 | 2.645 | 2.653 | 2.717 | 2.857 |

График промене броја становника у току последњих година